# Touil (Timbedra)
Touil è uno dei cinque comuni del dipartimento di Timbedra, situato nella regione di Hodh-Charghi in Mauritania. Nel censimento della popolazione del 2000 contava 10.193 abitanti.